# 손아롱
손아롱 (1985년 7월 29일(39세)~ 서울특별시)은 대한민국의 앵커이다.
2014년 기사부터 손제원으로 개명한 것으로 나온다.

## 경력
- 학력 : 서울대학교 인류학과
- 데뷔 : 채널A 아나운서 (2011년 12월)
- 경력 : 케이웨더 기상캐스터

## 작품

### 방송
- 《김성주의 모닝카페》